# Месец
 Тази статия е за единицата за време.  За небесното тяло вижте Луна.  
Месецът е единица за време, която се използва в календара, дълга приблизително колкото един природен период свързан с движението на Луната. По традиция месецът съответства на цикъла на лунните фази – времето през което се повтаря една лунна фаза е ≈29,53 дни и се нарича лунен (синодичен) месец. От някои археологически находки учените правят изводи, че хората са броели дните в съответствие с лунните фази още в Палеолита. Синодичните месеци продължават да бъдат основа на много календари.

## Лунен месец
В лунните календари, лунен месец е времето между две последователни новолуния или пълнолуния, като има много варианти. В някои европейски и близкоизточни традиции например (вкл. в ислямския календар), лунният месец започва с новолунието – когато лунният сърп за първи път става видим вечер след астрономическо „сливане“ със Слънцето един или два дни преди това. В Древен Египет лунният месец започва в деня, в който Луната не може повече да се вижда точно преди изгрев.
Календарите броят цели дни, така че лунните месеци са с продължителност от 29 до 30 дни, в някаква равномерна или неравномерна последователност.

## Грегориански и Юлиански календари
- януари, 31 дни
- февруари, 28 или 29 дни
- март, 31 дни
- април, 30 дни
- май, 31 дни
- юни, 30 дни
- юли, 31 дни
- август, 31 дни
- септември, 30 дни
- октомври, 31 дни
- ноември, 30 дни
- декември, 31 дни